# A tal mare, tal filla
A tal mare, tal filla o Tal la mare, tal la filla (originalment en francès, Telle mère, telle fille) és una pel·lícula de comèdia francesa escrita i dirigida per Noémie Saglio. La pel·lícula es va rodar del 13 de juny al 5 d'agost de 2016. S'ha doblat al català oriental per TV3, amb el títol d'A tal mare, tal filla, i al valencià per À Punt amb el nom de Tal la mare, tal la filla.

## Sinopsi
Una mare i la seva filla, completament oposades, queden embarassades simultàniament.

## Repartiment
- Juliette Binoche com a Mado
- Camille Cottin com a Avril
- Lambert Wilson com a Marc
- Catherine Jacob com a Irène
- Jean-Luc Bideau com a Debulac
- Michael Dichter com a Louis
- Stéfi Celma com a Charlotte
- Philippe Vieux com a Michel
- Olivia Côte com a Cécile
- Charlie Dupont com a Romain
- Hugues Jourdain com a Eudes
- Sabine Pakora com a Justine